# Srečko Kosovel
Srečko Kosovel (Sesana, 18 marzo 1904 – Tomadio, 27 maggio 1926) è stato un poeta e critico letterario sloveno. Nella sua breve vita è stato poeta politico che ha resistito all'italianizzazione forzata della popolazione di lingua slovena nelle aree del confine orientale annesse all'Italia nel 1918, ma anche espressionista, dadaista, scrittore satirico e voce del socialismo internazionale, usando forme costruttiviste d'avanguardia. È considerato un'icona poetica slovena.

## Biografia
Ultimo di cinque fratelli, nacque il 18 marzo 1904 a Sesana. Nel 1908 la famiglia si trasferì a Tomadio e si stabilì nella scuola del paese. Nel 1916 andò a studiare a Lubiana, al liceo scientifico tedesco e successivamente, nel 1922 alla facoltà di lettere e filosofia dell'Università di Lubiana. Morì di meningite a soli 22 anni, nella casa dei genitori, a Tomadio.
Le sue prime poesie sono in prevalenza impressionistiche. Dal 1925 iniziò a scrivere poesie di tipo costruttivista. Iniziò a pubblicare dal 1921 in diverse riviste letterarie di Lubiana e Trieste. Morì nel 1926, all'età di 22 anni, colpito da una meningite. Inizialmente nelle sue poesie è forte l'influenza dell'impressionismo e di Josip Murn. Temi ricorrenti sono il Carso, la madre, la morte con valenza spesso simbolica. Le sue poesie d'avanguardia vennero pubblicate per la prima volta, postume, molto tardi, nel 1967 e rappresentarono un elemento di prima grandezza nel panorama culturale sloveno

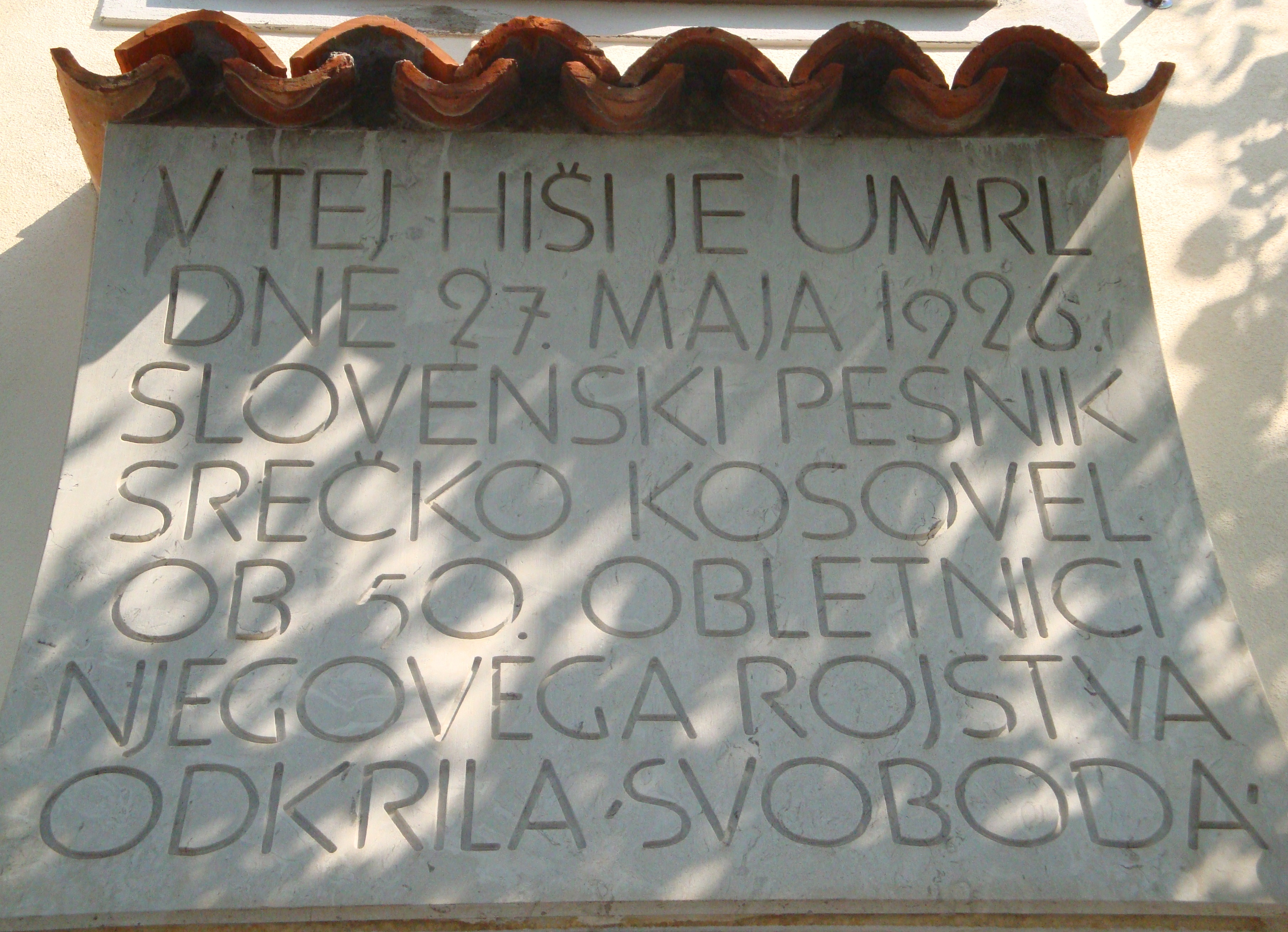
Targa commemorativa di Kosovel a Tomadio

## Opere
- Zbrano delo (Opere complete), 4 voll., Lubiana, DZS 1964-1967
- Integrali '26, Lubiana-Trieste, Cankarjeva-ZTT, 1967

## Curiosità
A Opicina (Trieste) una scuola secondaria di primo grado prende il suo nome.

## Traduzioni in italiano
- Poesie di velluto e integrali, a cura di Jolka Milič, L'Asterisco, 1971
- Tra il nulla e l'infinito, a cura di Gino Brazzoduro, Editoriale Stampa Triestina, 1989
- Tutto il mondo è come, a cura di Jolka Milič, Comune di Sežana, 2000, ISBN 961-6353-34-9
- Il mio canto, a cura di Jolka Milič, Il Ramo d'Oro-Tržaška Knjigarna/Libreria Triestina, 2002
- Tra Carso e caos. Pre/sentimenti, a cura di Darja Betocchi, con i disegni costruttivisti di Edvard Stepančič, Comunicarte Edizioni, Trieste 2014